# Domahidy András
Domahidy András (Szatmárnémeti, 1920. február 23. – Perth, 2012. augusztus 8.) magyar író, könyvtáros. Domahidy Miklós író bátyja.

## Életpályája
Tanulmányait a Budapesti Tudományegyetemen végezte, ahol jogi tanulmányokat folytatott, és 1943-ban szerzett doktorátust.
A háborúban katonai szolgálatot teljesített (1943–1945), a háború vége Németországban érte, ahonnan 1945-ben érkezett haza. Két évig szamosangyalosi birtokán gazdálkodott (1945–1947), majd Budapesten lett ügyvédjelölt 1947–1948 között.
1948 szeptemberében elhagyta az országot, nyugatra menekült. Két évig élt Bécsben, Innsbruckban és Bajorországban, majd 1950-ben Ausztráliába vándorolt ki, ahol Nyugat-Ausztráliában, Perthben telepedett le. Itt volt gyári munkás, biztosítási tisztviselő, végül könyvtáros lett. 1959-ben a nyugat-ausztráliai Állami Könyvtárban, majd 1960-ban a nyugat-ausztráliai Egyetem könyvtárában volt gyakornok. 1963-ban könyvtárosi, 1966-ban egyetemi BA képesítést szerzett, majd 1979–1989 között az egyetem jogi könyvtárának volt vezetője.

## Munkássága
Az 1950-es évek végén kezdett el írni. Első elbeszélése az Új Látóhatár című lapban jelent meg 1959-ben, s ott jelent meg munkáinak nagy része is. Dolgozott a Szabad Európa Rádiónak is. Főképp elbeszéléseket és regényeket írt. Vénasszonyok nyara című regénye 1969-ben jelent meg Rómában, a Lehel-Pályázat Bizottság nagydíját nyerte el vele. Műve irodalmi és szociológiai ritkaságnak számít. Regényében a szabolcs-szatmári dzsentrik és arisztokraták 1945 után széthulló világát ábrázolja. Árnyak és asszonyok című regénye 1979-ben jelent meg Perthben. E regényében a Vénasszonyok nyarában kibontakozó világkép teljesedik ki. Ebben is tovább él előző regényének főhőse, de más néven. Domahidy András e két regényével és elbeszéléseivel a nyugati magyar irodalom egyik legjelentősebb elbeszélője lett.

## Művei
- Vénasszonyok nyara; Lehel-pályázat Bizottsága, Róma, 1969
- Publications Proscribed by the Government of India 1910–1947 (bibl. London, 1973)[3]
- Árnyak és asszonyok. Regény; Európai Protestáns Magyar Szabadegyetem, Bern, 1979
- Árnyak és asszonyok; Magvető, Bp., 1985
- Vénasszonyok nyara; Magvető, Bp., 1987
- Szitakötők; Magvető, Bp., 1989
- Shadows and women (Árnyak és asszonyok); angolra ford. Elizabeth Windsor; Aeolian Press, Claremont, 1989
- Páva a tányéron; Magvető, Bp., 1991

## Díjai
- Lehel-díj (1969)
- Márai Sándor-díj (2000)